# Zalophus
A Zalophus az emlősök (Mammalia) osztályának a ragadozók (Carnivora) rendjébe, ezen belül a fülesfókafélék (Otariidae) családjába tartozó nem.

## Tudnivalók
Korábban a Zalophus fülesfókanem monotipikus taxon volt, és csak a kaliforniai oroszlánfókát tartalmazta. Az újabb DNS-vizsgálatoknak köszönhetően a korábban alfajoknak vélt japán oroszlánfókát és galápagosi oroszlánfókát, önálló fajokká tették. Az 1970-es évek kezdetén a japán oroszlánfókát teljesen kiirtották.

## Rendszerezés
A nembe az alábbi 3 faj tartozik:
- kaliforniai oroszlánfóka (Zalophus californianus) (Lesson, 1828)[2] - típusfaj
- †japán oroszlánfóka (Zalophus japonicus) (Peters, 1866)[3]
- galápagosi oroszlánfóka (Zalophus wollebaeki) Sivertsen, 1953[4]

## Képek

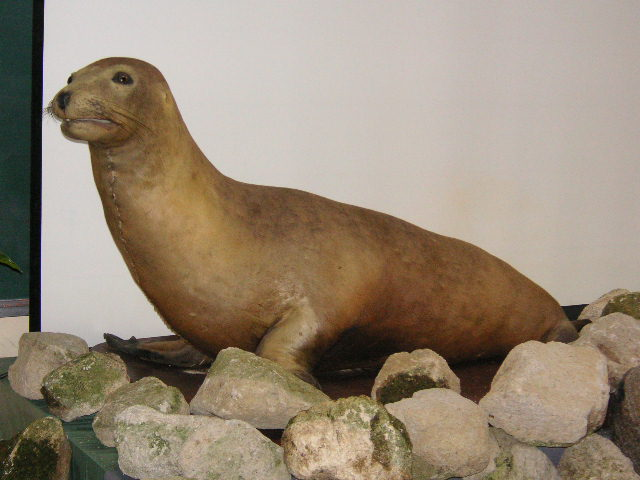
Japán oroszlánfóka (Zalophus japonicus)
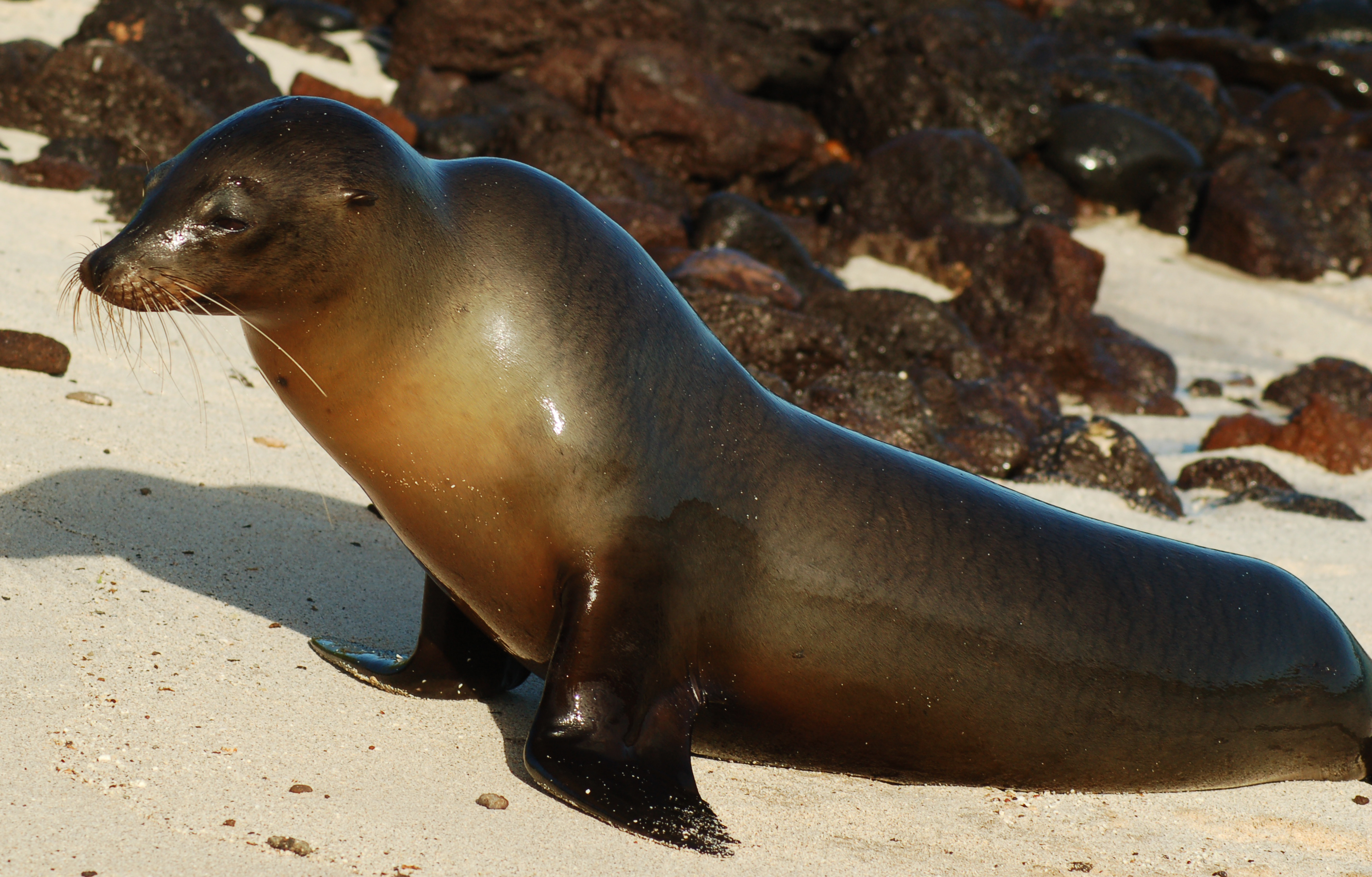
Galápagosi oroszlánfóka (Zalophus wollebaeki)

## Fordítás
- Ez a szócikk részben vagy egészben  a   Zalophus című angol Wikipédia-szócikk ezen változatának fordításán alapul.  Az eredeti cikk szerkesztőit annak laptörténete sorolja fel. Ez a jelzés csupán a megfogalmazás eredetét és a szerzői jogokat jelzi, nem szolgál a cikkben szereplő információk forrásmegjelöléseként.